# Broiliana
Broiliana és un gènere de mamífer carnívor extint de la família dels prociònids que visqué durant el Miocè, fa entre 13,8 i 23 milions d'anys. Se n'han trobat restes fòssils a Alemanya i França.